# Живая хронология
Живая хронология ― сатирический рассказ русского писателя Антона Павловича Чехова, впервые опубликованный в юмористическом журнале «Осколки» 23 февраля 1885 года под псевдонимом А. Чехонте. Позднее произведение также появилось в антологии работ писателя под названием «Пёстрые рассказы», а затем было включено самим Чеховым во второй том собрания его сочинений, которое, в свою очередь, было опубликовано издателем Адольфом Марксом в 1899―1901 гг.

## Сюжет рассказа
Проводя тихий и спокойный вечер в компании жены, детей и своего старого друга Лопнева, статский советник по фамилии Шарамыкин начинает жаловаться на практически полное отсутствие в их городе сколько-нибудь значительной культурной жизни. Вместе с тем он вспоминает, что раньше всё обстояло совсем по-другому, к удовольствию его жены Анны Павловны. Вместе с этим, пытаясь воскресить в памяти визит того или иного актёра или певца и вспомнить, сколько лет назад это было, он каждый раз должен обращаться к Анне Павловне с вопросом о том, сколько сейчас лет каждому из их четырёх детей и соотносить их возраст с тем или иным событием.

## Экранизация
- 1998 — новелла «Живая хронология» в седьмой серии телесериала «Чехов и Ко». В ролях: Вячеслав Невинный — Шарамыкин; Игорь Васильев — вице-губернатор Лопнев; Александра Скачкова — Анна Павловна Шарамыкина